# 이동명 (1987년)
이동명(李東明, 1987년 10월 4일 ~ )은 대한민국의 축구 선수이다.